# Rosa geninae
Rosa geninae är en rosväxtart som beskrevs av Sergei Vasilievich Juzepczuk. Rosa geninae ingår i släktet rosor, och familjen rosväxter. Inga underarter finns listade i Catalogue of Life.